# Jürgen Neudert
Jürgen Neudert (* 1970 in Erlangen) ist ein deutscher Jazzmusiker (Posaune, auch Arrangement, Komposition).

## Leben und Wirken
Neudert, dessen Vater Posaunist ist, machte bereits im Alter von fünf Jahren erste Erfahrungen auf dem väterlichen Instrument. Zunächst wurde er von seinem Vater unterrichtet. Bereits als Schüler wurde er mit 16 Jahren Gaststudent am Meistersinger-Konservatorium Nürnberg. Dort studierte er ab 1988 bei Silvan Koopmann klassische Posaune. 1990 wechselte er an die Hochschule für Musik und Tanz Köln, wo er bei Jiggs Whigham und in Workshops bei Bob Mintzer, Bart van Lier und Bob Brookmeyer Jazz-Posaune studierte und 1998 sein Examen mit Auszeichnung ablegte. Während des Studiums gehörte er bis 1990 zum vom Dusko Goykovich geleiteten bayerischen Landesjugendjazzorchester und spielte dann im Bujazzo unter Leitung von Peter Herbolzheimer.
Neudert arbeitete als Solist und Ensemblespieler in Peter Herbolzheimers Rhythm Combination & Brass, dem Cologne Contemporary Jazz Orchestra, der Bobby Burgess Bigband Explosion, Peter Herborns Large Ensemble, der RIAS Big Band und den Großformationen von Paul Kuhn, Thilo Wolf, Dani Felber und Tom Gäbel. Wil Salden engagierte ihn sieben Jahre lang als Soloposaunist seines Glenn Miller Orchestra. Seit der Gründung 1994 gehört er dem Nürnberger Sunday Night Orchestra an, das er seit 2009 auch leitet.
Daneben leitete Neudert eigene Bands, spielte aber auch in den Gruppen von Jasper van’t Hof, Gabriel Pérez oder Florian Ross. Als Studiomusiker und Arrangeur arbeitete er unter anderem mit BAP, Torsten Goods, Bully Herbig, den Heavytones, Albie Donnellys Supercharge, Jennifer Rush, Jerry Bergonzi, Dianne Reeves, Jimmy Smith, Inga Rumpf, Bill Ramsey, Al Jarreau, Romy Camerun, Rue Protzer oder Till Brönner.
Neudert war als Lehrbeauftragter für Jazz-Posaune langjährig an den Musikhochschulen in Weimar und Dresden tätig. Seit 2011 Dozent für Jazzposaune und Improvisation an der Hochschule für Musik Würzburg ist er seit 2013 Professor für Jazz-Posaune an der Hochschule für Musik Nürnberg.

## Preise und Auszeichnungen
1995 gewann Neudert als erster Europäer den Frank Rosolino Memorial Award der International Trombone Association. Mit einem gemeinsam mit Oliver Leicht geleiteten Quartett errang er 1996 den Nachwuchspreis der Leipziger Jazztage. Mit dem Sunday Night Orchestra erhielt er im selben Jahr das Nürnberg-Stipendium im Rahmen des Preises der Stadt Nürnberg, 2004 den Bayerischen Kunstförderpreis und zuletzt 2006 den Wolfram-von-Eschenbach-Preis.